# Kurow
Kurow ist ein kleiner Ort im Waitaki District der Region Canterbury auf der Südinsel von Neuseeland.

## Namensherkunft
Der Name Kurow stellt die europäisierte Form des Māori-Namens Kohurau dar, der „dichter Nebel“ bedeutet und für den 2009 m hohen Berg in der St Marys Range südwestlich des Ortes vergeben wurde. Einer Legende der Māori entsprechend beschwor ein Häuptling der Gegend heraufziehenden Nebel, während er von Feinden verfolgt wurde.

## Geographie
Kurow befindet sich rund 56 Kilometer nordwestlich von Oamaru im Tal des Waitaki River. Südwestlich des Ortes erhebt sich die St Marys Range, auf der anderen Flussseite im Norden die Kirkliston Range. Rund 12 km nordwestlich oberhalb des Ortes liegt der Lake Waitaki und nordwestlich davon der Lake Aviemore.

## Geschichte
Kurow wurde 1878 gegründet und entwickelte sich ab 1881 mit dem Bau der Eisenbahnbrücke über den Waitaki River.

## Infrastruktur
Durch den Ort führt der New Zealand State Highway 83, der an der Ostküste wenig nördlich von Oamaru beginnt und durch Kurow nach Otematata im Nordwesten führt. Bei Kurow beginnt der New Zealand State Highway 82, der hier den Waitaki River überquert und an dessen Nordufer entlang zur Ostküste führt. Eine vom SH 83 bei Kurow abgehende Straße führt durch das Tal des Awakino River zu einem Skigebiet im Norden des Kohurau.

## Wirtschaft
Haupteinkommensquelle für die Ortsbewohner ist die Landwirtschaft und die Schafzucht und zum Teil der Erwerb durch die Wasserkraftwerke, die sich in der Umgebung von Kurow befinden. Kurow ist auch bekannt für seinen Weinanbau, insbesondere der Sorte Pinot noir.

## Sehenswürdigkeiten
Beispiele von Höhlenmalereien der Māori aus voreuropäischer Zeit können wenige Kilometer entfernt, in Duntroon gefunden werden.

## Bevölkerung
Zum Zensus des Jahres 2013 zählte der Ort 312 Einwohner, 8,0 % weniger als zur Volkszählung im Jahr 2006.

## Persönlichkeiten
- Roy Kerr (* 1934), Mathematiker, stammt aus Kurow.